# Anna Wierzbica
Anna Monika Wierzbica – polska prawnik, radca prawny, doktor habilitowany nauk prawnych, profesor nadzwyczajny Uniwersytetu Śląskiego, specjalistka w zakresie prawa samorządu terytorialnego.

## Życiorys
W 1998 ukończyła studia prawnicze na Wydziale Prawa i Administracji Uniwersytetu Śląskiego. W 2005 na macierzystym wydziale, na podstawie napisanej pod kierunkiem Bogdana Dolnickiego rozprawy pt. Miasto na prawach powiatu (studium administracyjnoprawne), otrzymała stopień naukowy doktora nauk prawnych w zakresie prawa. Tam też, na podstawie dorobku naukowego oraz rozprawy pt. Referendum i wybory oraz zarządzenia i uchwały jednostek samorządu terytorialnego. Władcze, administracyjnoprawne formy wyrażania woli przez jednostki samorządu terytorialnego, uzyskała w 2015 stopień doktora habilitowanego nauk prawnych w zakresie prawa.
Była adiunktem a następnie została profesorem nadzwyczajnym w Katedrze Prawa Samorządu Terytorialnego Wydziału Prawa i Administracji Uniwersytetu Śląskiego w Katowicach.
Wykonuje zawód radcy prawnego.
W 2025 powołana przez Sejm na członkinię Komisję do spraw reprywatyzacji nieruchomości warszawskich. Zgłoszona została przez klub Polska 2050.